# Julia Riedler
Julia Riedler (* 6. März 1990 in Salzburg) ist eine österreichische Schauspielerin und Hörspielsprecherin.

## Leben
Nach der Schulausbildung begann Julia Riedler zunächst ein Jurastudium. Im Jahr 2009 wechselte sie jedoch an die Theaterakademie in Hamburg und studierte dort bis 2013. Bereits zur Spielzeit 2012/2013 bekam sie ein Engagement an das Deutsche Schauspielhaus. Hier erhielt sie 2013 den begehrten und renommierten Boy-Gobert-Preis für Nachwuchsschauspieler. Ab der Spielzeit 2013/2014 war sie Mitglied des Ensembles am Schauspiel Köln. Für die Darstellung des Käthchens in Heinrich von Kleists Das Käthchen von Heilbronn wurde sie 2015 als beste Schauspielerin von der Theaterzeitschrift Theater heute nominiert. Von der Spielzeit 2015/2016 bis zur Spielzeit 2019/20 war Julia Riedler Ensemblemitglied an den Münchner Kammerspielen. Seit 2020 arbeitet sie freischaffend, spielte am Burgtheater Wien die Rolle der Rosaura in Das Leben ein Traum, für die sie für den Nestroy-Theaterpreis 2021 als Beste Nebendarstellerin nominiert wurde. Seit 2021 spielt sie am Maxim Gorki Theater Berlin als Gast in verschiedenen Inszenierungen. Am Schauspielhaus Zürich trat sie mehrfach auf und am Thalia Theater Hamburg war sie in den Spielzeiten 2023/24 und 2024/25 in der Bühnenadaption von Benjamin von Stuckrad-Barres "Noch wach?" zu sehen. Auch am Volkstheater Wien ist sie seit der Spielzeit 2023/24 zu sehen.
Julia Riedler wirkte auch in einigen Film- und Fernsehproduktionen mit. Darunter befand sich 2009 eine erste Rolle in dem österreichischen Spielfilm Geliebter Johann Geliebte Anna von Julian Pölsler mit Tobias Moretti, Anna Maria Mühe und Max von Thun. 2015 war sie zunächst in einer Hauptrolle in dem Fernsehfilm Aus der Kurve von Stanisław Mucha mit Andreas Helgi Schmid und Luise Wolfram zu sehen. Ebenfalls 2015 verkörperte sie in der 90-minütigen Filmauskopplung Ein Mord mit Aussicht der Krimiserie Mord mit Aussicht die Figur der Mara Schmolling. Als Ermittlerin Hannelore Klost trat sie 2016 in Didi Danquarts Film Goster, der beim Filmfest München Premiere hatte, in einer weiteren Hauptrolle auf. In Tilman Singers international gefeiertem Debütfilm Luz (2018) übernahm sie die Rolle der diabolischen Nora Vanderkurt. Als Bauhaus-Künstlerin Dörte Helm tauchte sie 2019 im ARD-Film Lotte am Bauhaus auf. 2022 spielte sie im Tatort Frankfurt Finsternis neben Uwe Preuss und Odine Johne eine Hauptrolle. Der französische Kinofilm She is Conann des Regisseurs Bertrand Mandico, in welchem Riedler die Figur der Barbarenkönigin Sanja spielte, wurde 2023 zu den internationalen Filmfestspielen von Cannes eingeladen.
Seit 2013 ist Julia Riedler auch als Hörspielsprecherin tätig.

## Auszeichnungen
- 2013: Boy-Gobert-Preis
- 2016: AZ-Stern des Jahres "Beste Schauspielerin"
- 2017: Bayerischer Kunstförderpreis, Sparte „Darstellende Kunst“

## Filmografie (Auswahl)
- 2009: Geliebter Johann Geliebte Anna
- 2013: Gonsalvus – Die wahre Geschichte von „Die Schöne und das Biest“ (Dokudrama)[23][24]
- 2015: Aus der Kurve (Fernsehfilm)
- 2015: Ein Mord mit Aussicht (Fernsehfilm)
- 2016: Goster
- 2018: Bier Royal
- 2019: Lotte am Bauhaus (Fernsehfilm)
- 2020: Men in Trouble (Film-Installation). Regie und Drehbuch: Jovana Reisinger[25][26][27]
- 2022: Tatort: Finsternis
- 2023: She is Conann (Kinofilm)
- 2025: 30 Tage Lust

## Hörspiele (Auswahl)
- 2013: The Dark Side Of The Moon
- 2013: Die letzte Flucht (2 Teile)
- 2013: In hellen Sommernächten (2 Teile)
- 2013: Ans Wasser!
- 2013: Meine Schwester ist eine Mönchsrobbe
- 2014: Onno Viets und der Irre vom Kiez
- 2014: Der Nachtschreck (5. Teil)
- 2014: Accabadora
- 2014: Chapters
- 2014: Mördergrube
- 2015: Der Zug (2 Teile)
- 2015: Ein Freund der Verblichenen
- 2015: Unterwerfung (2 Teile)
- 2017: Beyond the Rainbow
- 2019: Ich blätterte gerade in der Vogue, da sprach mich der Führer an[28]
- 2020: Pamelas Potentiale – Zauber, Flöte, Deluxe[29]
- 2021: Meine geniale Freundin
- 2023: Der große Gatsby
- 2024: Die Mumins (Folge Sturm im Mumintal)

## Theater (Auswahl)

### Münchner Kammerspiele
- 2015: Maria Stuart (als Maria Stuart). Nach Friedrich Schiller. Inszenierung: Andreas Kriegenburg
- 2015: Der Kaufmann von Venedig (als Portia). Nach William Shakespeare. Inszenierung: Nicolas Stemann
- 2016: The Re´Search. Nach Ryan Trecartin. Inszenierung: Felix Rothenhäusler
- 2016: Hot Pepper, Air Conditioner and the Farewell Speech (als Erika). Von Toshiki Okada. Inszenierung: Toshiki Okada
- 2016: Caspar Western Friedrich (als Cowgirl). Von Philippe Quesne. Inszenierung: Philippe Quesne
- 2016: Opernhaus präsentiert: Opernbude. Konzept: David Marton
- 2016: Wut (als Julia). Nach Elfriede Jelinek. Inszenierung: Nicolas Stemann
- 2017: Fische. Von Nele Stuhler: Lange Nacht der neuen Dramatik 2017
- 2017: Der Kirschgarten (als Anja). Nach Anton Tschechow. Inszenierung: Nicolas Stemann
- 2017: On the Road (als Julia). Nach Jack Kerouac. Inszenierung: David Marton
- 2017: Wartesaal (als Lea de Chassefiere / Ilse Benjamin / Harry Meisel). Nach dem Roman „Exil“ von Lion Feuchtwanger. Inszenierung: Stefan Pucher
- 2018: Jule, Julia, Julischka (als Julia). Szenische Lesung des Theaterstücks von Frank Witzel mit Jule Böwe, Julischka Eichel und Julia Riedler
- 2018: Der Vater (als Laura). Nach August Strindberg. Inszenierung: Nicolas Stemann
- 2018: Reading: Residency . Szenische Lesung mit Caren Jess, der Gewinnerin der Residenz der „Langen Nacht der Dramatik 2018“, mit Walter Hess und Stefan Merki
- 2018:  Nelson Mandela – Briefe aus dem Gefängnis. Szenische Lesung
- 2019: Yung Faust (als Faust). Nach Johann Wolfgang von Goethe. Inszenierung: Leonie Böhm
- 2019: Farm Fatale (als Sissi). Von Philippe Quesne. Inszenierung: Philippe Quesne
- 2019: Walter kommt rum - Ein Abend zum 80. Geburtstag des Schauspielerkollegen Walter Hess
- 2019: For the Last Time  - Ein Projekt von Kinan Hmeidan
- 2019: Melancholia (als Justine). Nach Lars von Trier. Inszenierung: Felix Rothenhäusler
- 2020: Im Dickicht der Städte (als Shlink). Nach Bertolt Brecht. Inszenierung: Christopher Rüping
- 2020: Räuberinnen (als Karl Moor). Nach Friedrich Schiller. Inszenierung: Leonie Böhm

### Burgtheater Wien
- 2020: Das Leben ein Traum (als Rosaura). Nach Pedro Calderón de la Barca. Inszenierung: Martin Kušej

### Maxim Gorki Theater Berlin
- 2021. Noorrrraaaaaaaa,.Nach Henrik Ibsen. Inszenierung:Leonie Böhm
- 2023: Antigone. Nach Sophokles. Inszenierung: Leonie Böhm

### Schauspielhaus Zürich
- 2022: Der Vater (als Laura). Nach August Strindberg. Inszenierung: Nicolas Stemann

### Thalia Theater Hamburg
- 2023: Noch wach? Nach Benjamin von Stuckrad-Barre. Inszenierung: Christopher Rüping
- 2024: Orestie (als Elektra). Nach Aischylos. Inszenierung:  Nicolas Stemann (In Kooperation mit den Salzburger Festspielen).

### Volkstheater Wien
- 2024: Rom (als Kleopatra). Nach Julia Jost und William Shakespeare. Inszenierung:Luk Perceval